# La lega dei mondi ribelli
La Lega dei mondi ribelli (Downbelow Station), anche intitolato La Lega dei mondi oscuri nella prima edizione italiana, è un romanzo di fantascienza di C.J. Cherryh, ambientato nell'universo della Lega e della Confederazione. È stato pubblicato nel 1981 dalla DAW Books e tradotto in italiano per la prima volta da Libra Editrice nel 1982, e successivamente ristampato da Editrice Nord col titolo poi divenuto canonico; ha vinto il premio Hugo ed è stato candidato al premio Locus nel 1982. Nel 1987 la rivista Locus lo ha incluso tra i migliori romanzi di fantascienza di tutti i tempi.
La vicenda si svolge nella fase finale delle guerre dell'Anonima, tra il 2352 e il 2353, e descrive gli eventi sulla stazione spaziale in orbita intorno al pianeta Pell (noto anche come "Porta dell'Infinito") del sistema Tau Ceti, e nelle immediate vicinanze. La stazione funge da punto di transito per le astronavi in viaggio tra la Terra e la regione della galassia facente parte della Confederazione.
Il titolo inizialmente proposto dall'autrice era The Company War (La guerra dell'Anonima), ma l'editore ottenne di cambiarlo perché lo considerava poco efficace dal punto di vista commerciale.

## Ambientazione
L'esplorazione dello spazio a partire dalla Terra è diretta non dagli stati (che sono concentrati su obiettivi limitati e di breve termine) ma dall'Anonima Terrestre, un'azienda privata che di conseguenza diviene assai ricca e potente. In nove sistemi solari, privi di pianeti abitabili, vengono costruite stazioni spaziali, che divengono i punti di partenza di ulteriori esplorazioni in zone sempre più lontane. Poi viene scoperto il pianeta Pell, che risulta non solo abitabile, ma anche abitato dagli hisa, una specie mite e senziente, ma tecnologicamente primitiva. In orbita intorno a Pell viene costruita una stazione.
Pell è una fonte di materie prime che in precedenza potevano essere ottenute soltanto dalla Terra, e ciò avvia il declino del commercio tra la Terra stessa e le sue colonie. L'Anonima Terrestre, a causa delle sue politiche sempre più estranee alla società dei coloni, comincia a perdere influenza sulle stazioni e sui mondi più lontani. Decide allora di costruire una flotta di cinquanta astronavi da combattimento e le invia contro le colonie per riprenderne il controllo. Questo provoca lo scoppio della guerra con la Confederazione, il nuovo Stato formato da un gruppo di stazioni e pianeti dichiaratisi indipendenti con capitale sul pianeta Cyteen. Presi in mezzo sono gli abitanti di Pell e i mercanti attivi nel commercio interstellare.

## Trama
Ambientato nella fase finale della guerra, il romanzo si apre con l'arrivo alla stazione di Pell di un gruppo di astronavi che trasportano profughi in fuga dalle stazioni di Russell e Mariner, scortate dalla nave da guerra Norway al comando di Signy Mallory. Nuovi convogli giungono poi da altre stazioni distrutte nei combattimenti o conquistate dalla Confederazione, mettendo la stazione di Pell in grandi difficoltà per il sovraffollamento e la scarsità di risorse. Angelo Konstantin, dirigente della stazione, e i suoi figli Damon ed Emilio tentano di far fronte alla difficile situazione. Temendo la presenza di infiltrati e sabotatori della Confederazione, le autorità di Pell confinano i profughi in una zona di quarantena, approntata in tutta fretta costringendo molti cittadini della stazione a spostarsi.
Nel corso di una riunione con i dirigenti di Pell, Mallory incontra una delegazione dell'Anonima Terrestre, guidata da Segust Ayres, secondo segretario del Consiglio di Sicurezza della Terra. Offeso dall'atteggiamento arrogante della Mallory, Ayres rifiuta la sua offerta di trasportarli al fronte e noleggia un mercantile. La missione di Ayres, di cui la Mallory non viene informata, è di aprire negoziati di pace con la Confederazione.
La Mallory consegna alle autorità di Pell Josh Talley, un militare confederato preso prigioniero, che aveva sottratto a un brutale interrogatorio a cui le forze di sicurezza di Russell lo avevano sottoposto. Tuttavia la stessa Mallory lo aveva sfruttato sessualmente durante il viaggio verso Pell. Di fronte alla prospettiva di una prigionia a tempo indeterminato, Talley chiede di essere sottoposto all'"adattamento", che comporta la cancellazione di gran parte della memoria, per poter ottenere la libertà. Damon Konstantin, responsabile dell'ufficio legale di Pell, acconsente con riluttanza. Sentendosi colpevole per avere autorizzato l'operazione, Damon, con la moglie Elene Quen, stringe amicizia con Talley, un'azione che avrà conseguenze importanti e imprevedibili.
Jon Lukas, cognato di Angelo Konstantin e suo unico rivale per il potere, è preoccupato per l'esito della guerra. La flotta dell'Anonima ha ricevuto scarso sostegno dalla Terra, ormai indifferente, e sta gradualmente perdendo la guerra. Lukas contatta in segreto la Confederazione, che riesce a introdurre su Pell un suo agente, Jessad.
Intanto, le ultime dieci navi superstiti della Flotta si riuniscono per lanciare la più critica operazione della guerra. Tutte le recenti manovre e incursioni ordinate dal suo comandante, Conrad Mazian, avevano l'obiettivo di prepararla. Se la Flotta riuscisse a distruggere la stazione Viking con un solo attacco coordinato, prima di essere travolta dalla crescente superiorità numerica nemica, creerebbe una vasta area disabitata tra la Terra e lo spazio della Confederazione, rendendo la continuazione del conflitto molto più costosa per quest'ultima.
Seb Azov, comandante militare confederato, non ha altra scelta che quella di concentrare le sue forze a Viking per contrastare l'imminente attacco di Mazian. Ma egli ha un asso nella manica: ha ottenuto da Ayres la registrazione di un messaggio con il quale ordina a Mazian di sospendere le ostilità, con la motivazione che sono state avviate trattative per la pace. Quando Mazian attacca, il messaggio viene trasmesso e ciò lo costringe a rinunciare all'operazione.
Mazian si riunisce con i suoi capitani e offre loro la scelta tra l'accettare un trattato di pace che in sostanza assegna la vittoria alla Confederazione, e il ribellarsi contro la Terra e continuare a combattere. Tutti decidono di restare leali a Mazian, e questi poco dopo impone a Pell la legge marziale.
La Flotta è ora costretta a difendere la stazione di Pell, che è rimasta la sua sola base e fonte di rifornimento. Le forze della Confederazione attaccano e distruggono due navi in servizio di pattuglia: poiché un'altra nave era stata perduta nella sconfitta a Viking, la Flotta è ora ridotta a sole sette navi. 
Approfittando del panico causato sulla stazione dalla battaglia nello spazio, Lukas entra in azione, assassinando il suo vecchio rivale Angelo Konstantin e prendendo il potere al suo posto, mentre la moglie di Angelo, Alicia, viene protetta dagli hisa. Per sfuggire ai profughi in rivolta, Elene Quen è costretta a imbarcarsi sulla Finity's End, una delle più rispettate navi mercantili. I mercanti fuggono dalla zona di battaglia, ma Quen riesce a convincere la maggior parte di loro a restare in gruppo, per garantirsi una maggiore sicurezza e per aumentare le loro possibilità di influenzare gli eventi, qualunque cosa accada. Intanto Damon, sfuggito al tentativo di assassinio ordito da suo zio, insieme a Talley si nasconde tra i profughi nella zona di quarantena. Talley si rivela sorprendentemente abile in questa vita clandestina.
I due sono infine contattati da Jessad, e Talley scopre perché. Entrambi sono azi, cioè esseri umani allevati artificialmente; loro due, in particolare, sono stati appositamente addestrati allo spionaggio e al sabotaggio. I tre sono poi scoperti dai marines della Flotta: Jessad viene ucciso, mentre Konstantin e Talley sono presi prigionieri e consegnati alla Mallory. Mazian le ordina di eliminare Konstantin senza dare nell'occhio. Lukas esegue gli ordini di Mazian con molti meno scrupoli, e Konstantin è superfluo, o addirittura pericoloso. Mazian si sta preparando a mettere fuori uso e abbandonare Pell, con un altro obiettivo: impadronirsi della Terra stessa con un colpo di Stato a sorpresa. La riduzione della stazione Pell a relitto inutilizzabile creerebbe una barriera verso la Confederazione, e Mazian realizzerebbe così ciò che aveva originariamente previsto per Viking.
Ma la Mallory è in disaccordo: Mazian è andato troppo oltre per lei. La sua nave lascia improvvisamente Pell e diserta dalla Flotta. Entra in contatto con le forze confederate e convince Azov ad attaccare i suoi ex compagni. Talley ha un ruolo decisivo nel convincere Azov della sincerità della Mallory.
Mazian non è in grado di affrontare il combattimento, quindi la Flotta abbandona precipitosamente Pell e parte verso la Terra. Per Azov è necessario inseguirlo, ma è riluttante a lasciare la Norway intatta dietro di lui. Lo stallo è rotto dall'arrivo della flotta dei mercanti guidata da Quen, che rivendica Pell per l'appena costituita Lega dei Mercanti, che sarà difesa dalla Norway. Privo dell'autorità di trattare con la nuova entità politica, e riluttante ad entrare in conflitto con i mercanti, Azov parte all'inseguimento di Mazian.
La nuova situazione preannuncia la rapida conclusione della guerra, con grande sollievo dei Konstantin, dei residenti di Pell e dei mercanti.

## Personaggi
- personale dell'Anonima Terrestre
  - Signy Mallory, capitano della nave dell'Anonima ECS5 Norway e terza per anzianità tra i comandanti della Flotta
  - Conrad Mazian, brillante comandante della Flotta dell'Anonima Terrestre
  - Segust Ayres, Secondo Segretario del Consiglio di Sicurezza dell'Anonima Terrestre
- abitanti della stazione di Pell 
  - Angelo Konstantin, dirigente della stazione di Pell, marito di Alicia Lukas Konstantin
  - Alicia Lukas Konstantin, moglie di Angelo Konstantin, sorella di Jon Lukas, invalida, costretta a letto e dipendente da apparecchiature mediche per la sopravvivenza
  - Damon Konstantin, figlio di Angelo e Alicia; direttore dell'Ufficio Legale di Pell
  - Elene Quen, ex mercante, moglie di Damon Konstantin
  - Emilio Konstantin, figlio di Angelo e Alicia
  - Jon Lukas, capo della famiglia Lukas, rivali dei Konstantin
- personale della Confederazione
  - Joshua Talley, prigioniero di guerra, consegnato alle autorità di Pell
  - Jessad, agente segreto infiltrato a Pell
  - Seb Azov, ammiraglio, comandante delle forze della Confederazione
- hisa (nativi del pianeta Pell)
  - Satin, compagna di Denteazzurro, trasferita su sua richiesta sulla stazione di Pell
  - Denteazzurro, segue Satin sulla stazione di Pell
  - Lily, domestica di Alicia Konstantin, di cui si prende cura
- altri
  - Vassily Kressich, rifugiato dalla stazione Mariner, portavoce dei profughi presso le autorità di Pell

## Premi
- 1982 – premio Hugo: vincitore nella categoria miglior romanzo[1]
- 1982 – premio Locus, candidato nella categoria miglior romanzo di fantascienza[1]
- 1987 – premio Locus, migliore romanzo di fantascienza di ogni tempo: 41º in classifica
- 1998 – premio Locus, migliore romanzo di fantascienza di ogni tempo prima del 1990: 25º in classifica[2]

## Il gioco da tavoloThe Company War
The Company War è un gioco da tavolo basato su La lega dei mondi ribelli. È stato ideato da Bill Fawcett e James D. Griffin e pubblicato da Mayfair Games nel 1983. Il gioco è stato approvato da Cherryh, che ha scritto anche una presentazione e fornito la mappa stellare.
Al gioco partecipano da due a quattro giocatori, e la durata è intorno a un'ora. Si gioca su un grande tabellone che rappresenta lo spazio della Lega e della Confederazione con punti di balzo e stazioni spaziali. Le astronavi della Confederazione e dell'Anonima terrestre sono rappresentate da segnalini, che vengono spostati in base al risultato del getto dei dadi. L'obiettivo del gioco consiste nell'accumulare il punteggio più alto possibile trasportando beni da una stazione all'altra e distruggendo le navi nemiche.
Una variante non ufficiale, Advanced Company War, è stata sviluppata (con il permesso di Cherryh e Fawcett) nel 1997 da Christopher Weuve.

## Canzone
La canzone filk Signy Mallory di Mercedes Lackey e Leslie Fish ha vinto il Pegasus Award 2005 per la miglior canzone del genere space opera.